# St Paul's Survives
St Paul's Survives er et fotografi taget i London under natteluftangrebet den 29. - 30. december 1940, den 114. nat af Blitzkrigen under 2. verdenskrig. Det viser St. Paul's Cathedral, oplyst af brande og omgivet af røg fra brændende bygninger. Det blev taget af fotografen Herbert Mason i de tidlige timer den 30. december fra taget af Northcliffe House, kontorerne for avisen Daily Mail, på Tudor Street, tæt på Fleet Street.
Fotografiet er blevet et symbol på britisk modstandsdygtighed og mod og betragtes som et af de ikoniske billeder af Blitzkrigen. Det blev øjeblikkeligt berømt og gjorde katedralen til "et symbol på sammenhold, overlevelse og lidelse". Angrebet, hvor fotografiet blev taget, blev kendt som "den anden Storbrand i London": mere end 160 mennesker døde, over 500 blev såret, og hundredevis af bygninger blev ødelagt.

## Blitzen
Blitzen (forkortelse af tysk Blitzkrieg, "lynkrig") var den vedvarende strategiske bombning af Storbritannien og Nordirland af Nazityskland mellem 7 September 1940 og 10 Maj 1941, under Anden Verdenskrig. London, Storbritanniens hovedstad, blev bombet af Luftwaffe i 57 på hinanden følgende nætter. Mere end en million London-huse blev ødelagt eller beskadiget og mere end 40.000 civile blev dræbt, halvdelen af dem i London.
Da billedet blev taget, var næsten enhver bygning umiddelbart omkring St. Paul's brændt ned, hvor katedralen overlevede i et ødemark af ødelæggelse. Dens overlevelse skyldtes hovedsageligt en særlig gruppe brandvogteres bestræbelser, der blev opfordret af premierminister Winston Churchill til at beskytte katedralen. 29 brandbomber faldt på og omkring katedralen, hvor en brændte gennem blykupplen og med overhængende fare for at falde ned i kuppelens træbjælker. Medlemmer af den frivillige St Paul's Watch ville have været nødt til at klatre gennem bjælkerne for at have nogen chance for at slukke den, men bomben faldt ud af fra taget til Stone Gallery, hvor den hurtigt blev slukket.

## Fotografiet
Fotografiet blev taget den 29./30. december 1940, den 114. nat af Blitzen. Daily Mails cheffotograf Herbert Mason brandvogtede på taget af hans avis' bygning, Northcliffe House, i Tudor Street, ud for Fleet Street.  Tyske bomber ødelagde hundredvis af bygninger den aften og tyk sort røg fyldte luften. Mason ønskede at få et klart skud af St. Paul's og ventede timer på, at røg skulle rydde tilstrækkeligt.
Efter at være taget de tidlige timer mandag morgen blev fotografiet godkendt til offentliggørelse af Daily Mail-censurerne til avisen tirsdag den 31. december 1940. Det blev blikfanget på forsiden med en billedtekst: "War's Greatest Picture". Billedet blev beskåret for at udelade mange af de beskadigede bygninger. Daily Mail tog også det usædvanlige skridt at offentliggøre fotografens beretning om, hvordan han tog billedet:
"Jeg fokuserede med intervaller på den store kuppel, oplyst gennem røgen... Lyset fra mange brænde og fejende skyer af røg blev ved med at skjule dens form. Da sprang der en vind op. Pludselig, det skinnende kors, kuplen og tårnene stod frem som et symbol i infernoet. Scenen var utrolig. I det øjeblik eller to, udløste jeg min blænder" - Herbert Mason
Masons beretning bør dog ikke nødvendigvis tages for pålydende. En detaljeret undersøgelse foretaget af Brian Stater har vist, at det endelige billede blev stærkt retoucheret i studiet: "mere af billedet er blevet ændret end ikke".

## Eksterne links
- Lucas, Dean (28. december 2010). "St Paul's Survives". Famous Pictures. Arkiveret fra originalen 29. juni 2013. Hentet 16. marts 2012.